# Михунки
Михунки (укр. Михунки) — село в Летичевском районе Хмельницкой области Украины.
Население по переписи 2001 года составляло 65 человек. Почтовый индекс — 31515. Телефонный код — 3857. Занимает площадь 0,455 км². Код КОАТУУ — 6823082004.

## Местный совет
31515, Хмельницкая обл., Летичевский р-н, с. Гречинцы, ул. Колхозная, 3